# Pont Jean-Moulin
Pour les articles homonymes, voir Moulin (homonymie) et Jean Moulin (homonymie).
Le pont Jean-Moulin est un pont traversant la Maine en amont d'Angers près de l'île Saint-Aubin. Il fut inauguré en juillet 1989 et devint ainsi le cinquième pont de la ville. Le pont permet de relier le plateau des Capucins au quartier de Saint-Serge.

## Descriptif
L'ouvrage est de type bipoutre mixte acier/béton. Il repose sur deux culées et sur trois piles dont deux dans la Maine côté est et une sur le rivage à l'ouest.

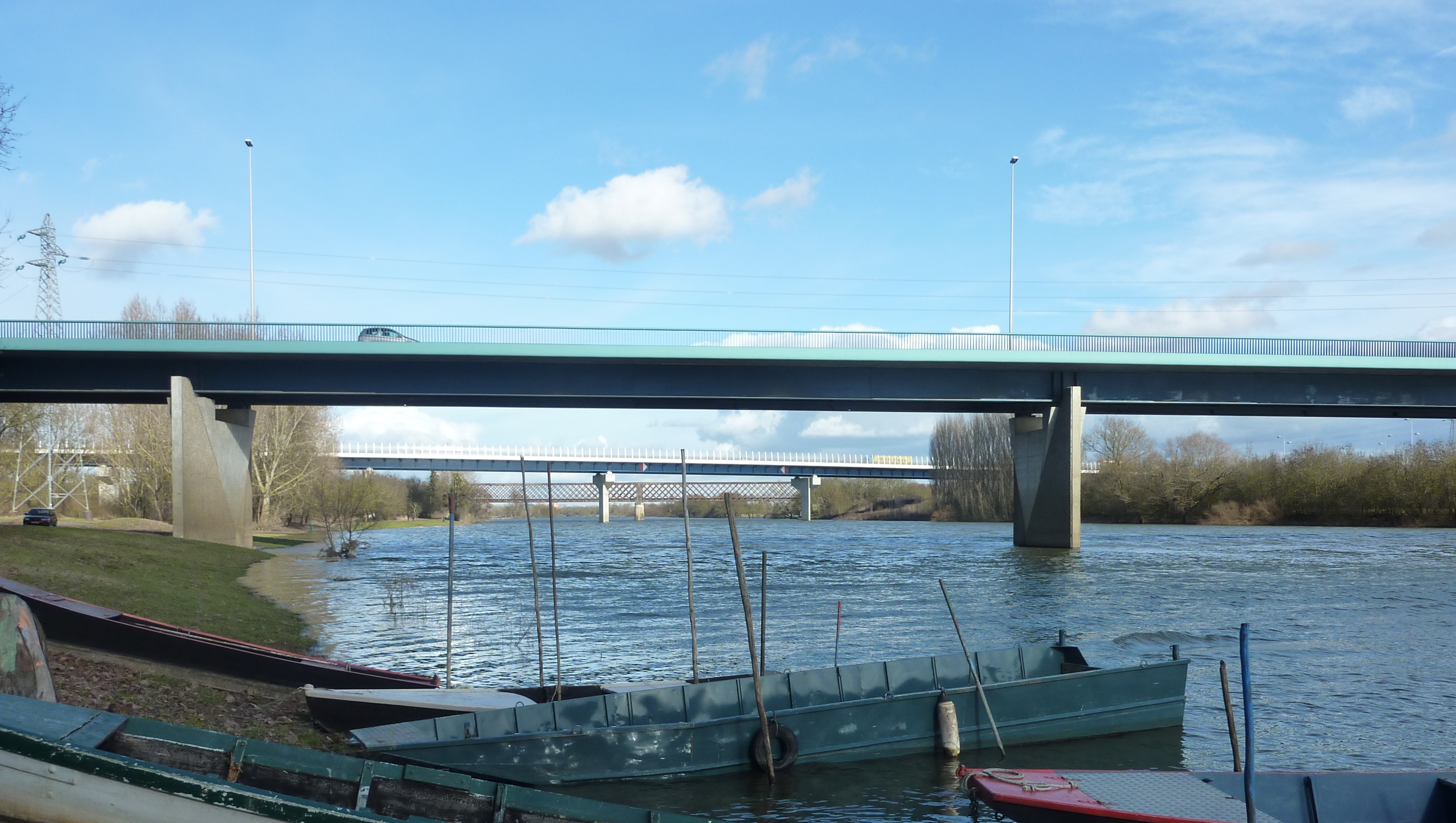
Vue des trois premiers ponts de la Maine à l'entrée d'Angers.

Il est situé juste en aval de l'île Saint-Aubin. Il est doublé par le viaduc de la Maine de l'autoroute A11 dans le cadre du contournement Nord d'Angers. L'ancienne ligne de chemin de fer d'Angers - Segré et le Pont de Segré sont également visibles depuis le pont Jean-Moulin.

## Galerie

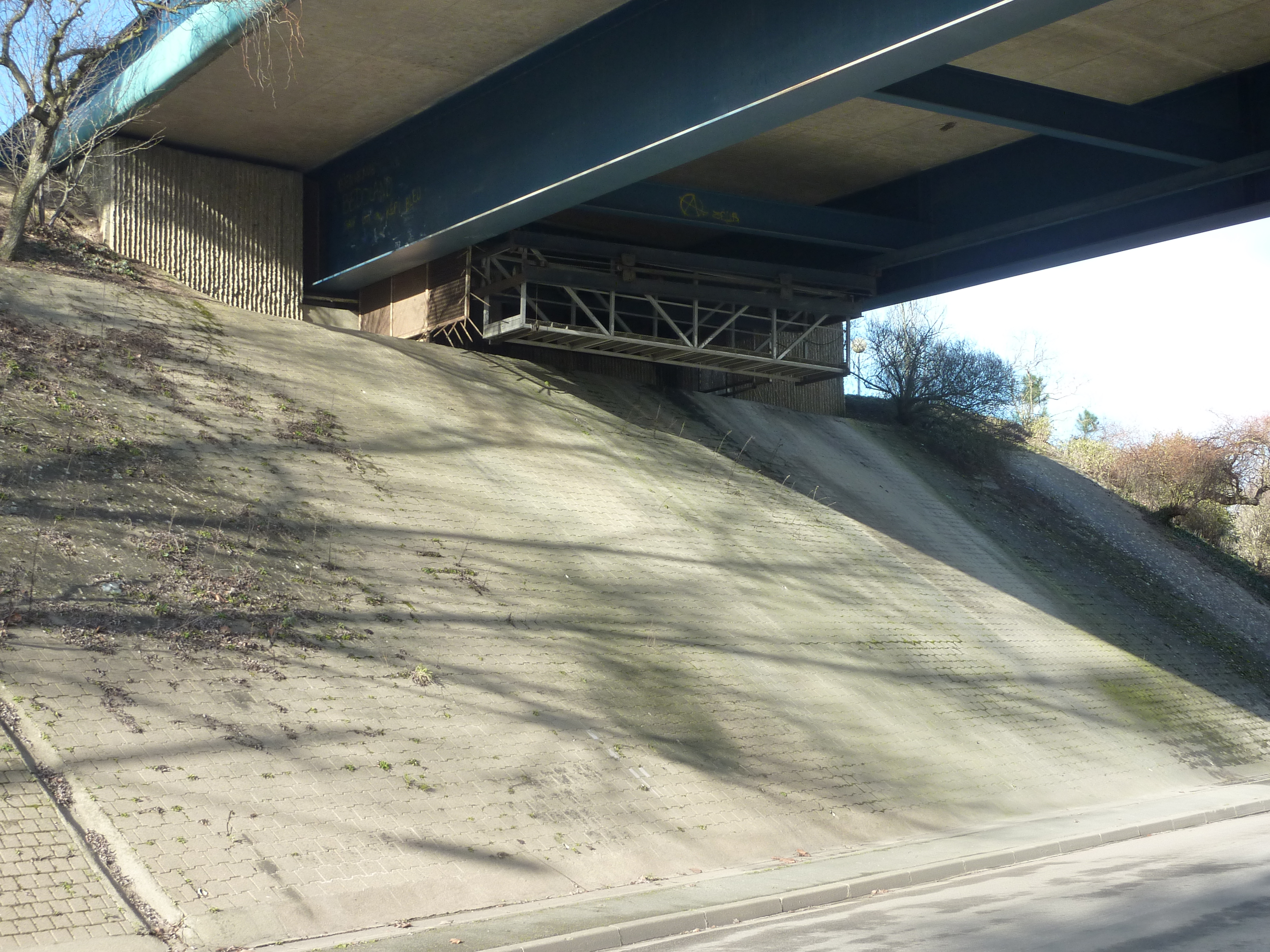
Culée ouest.
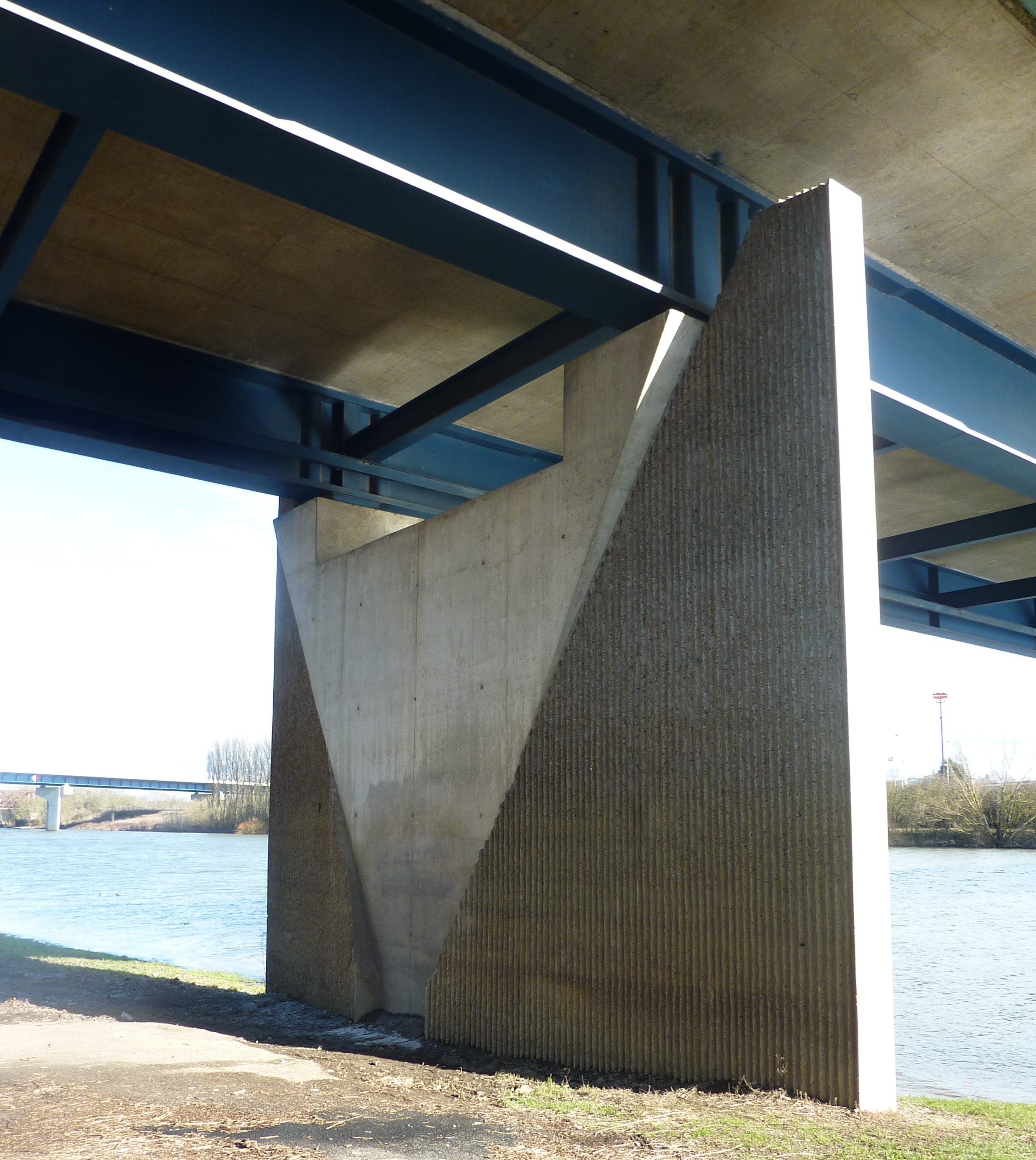
Pile ouest
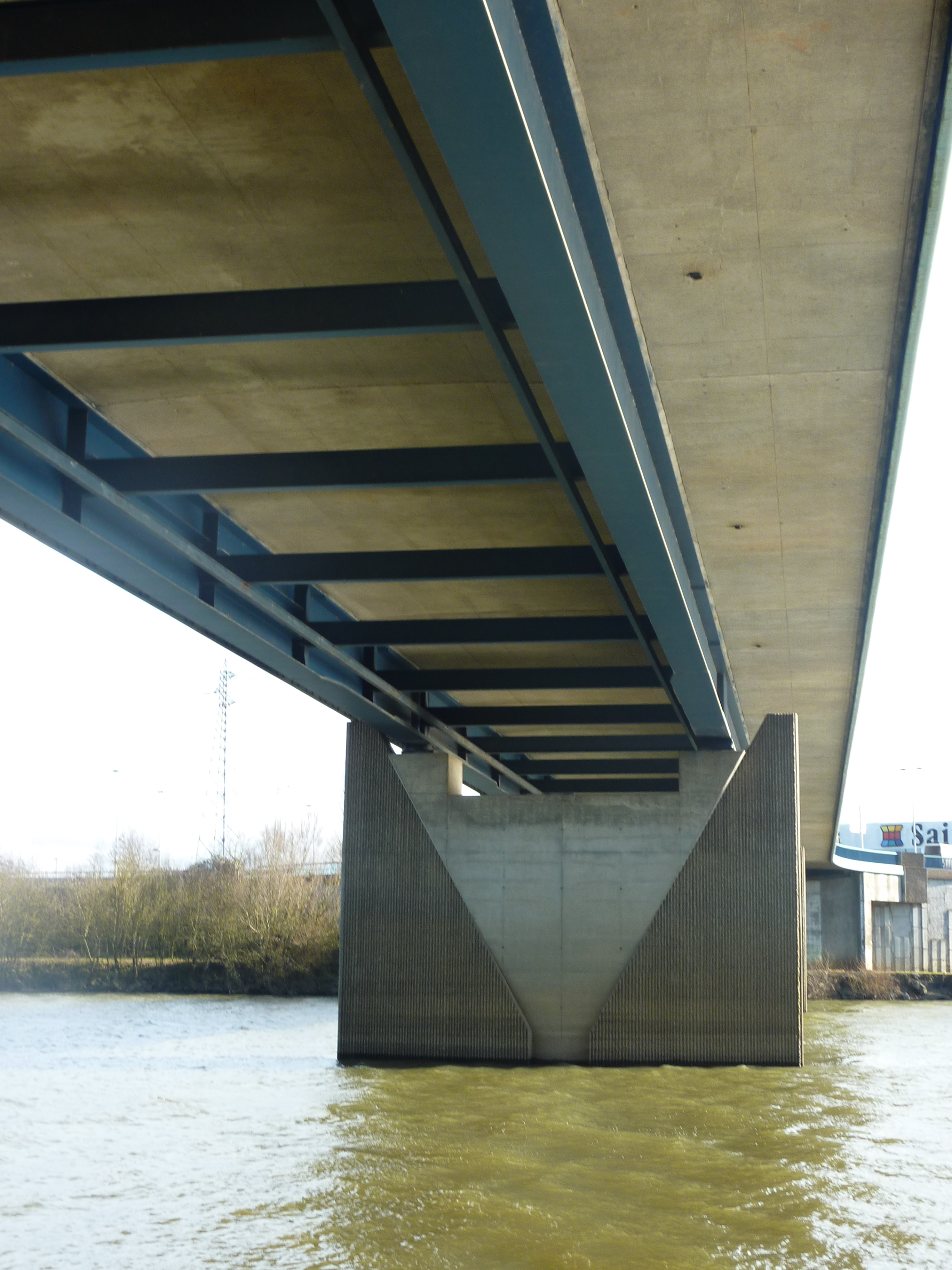
Dessous du tablier.

## Sources et références
1. ↑  « Histoire d’Angers (1989-1994) », sur site de la ville d’Angers (consulté le 7 février 2010).